# Awasthiella
Awasthiella is een monotypisch geslacht van korstmossen dat behoort tot de familie Verrucariaceae van de ascomyceten. De bevat alleen Awasthiella indica.